# Diognet (almirall)
Diognet (en llatí Diognetus, en grec antic Διόγνητος) fou un almirall d'Antíoc III el Gran, al que es va encarregar de transportar a Selèucia a Laodice, la suposada esposa d'Antíoc i filla del rei Mitridates II del Pont (222 aC). Va dirigir la flota d'Antíoc en la guerra contra Ptolemeu IV Filopàtor en la qual es va distingir, segons explica Polibi.